# Список ультра-піків Океанії
Список ультра-піків Океанії — це список 69-ти «ультра-піків» (з відносною висотою вершини понад 1500 м) Океанії, куди включені вершини: Австралії, Нової Зеландії острова Нова Гвінея та прилеглих до нього островів, островів Тихого океану, в тому числі Гаваїв. До списку також занесено дві гори півдня Індійського океану: Пік Моусон та Моунт-Росс, які часто відносять до списку ультра-піків Антарктики.
Колонка «Сідло» означає найвищу висоту, до якої треба спуститися з вершини, щоб піднятися на вершину з більшою висотою; потрібно зазначити, що абсолютна висота будь-якої вершини — це сума висоти її найвищого сідла та відносної висоти.
Для полегшення посилання список складається з розділів.

## ОстрівНова Гвінея

### Індонезія
| №  | № вв | Гора                             | Країна    | Острів      | Висота (м) | Відносна висота (м) | Сідло (м) |
| -- | ---- | -------------------------------- | --------- | ----------- | ---------- | ------------------- | --------- |
| 1  | 1    | Пунчак-Джая (Піраміда Карстенса) | Індонезія | Нова Гвінея | 4884       | 4884                | 0         |
| 2  | 9    | Арфак                            | Індонезія | Нова Гвінея | 2955       | 2775                | 179       |
| 3  | 10   | Пунчак-Мандала                   | Індонезія | Нова Гвінея | 4760       | 2760                | 2000      |
| 4  | 24   | Кобовре                          | Індонезія | Нова Гвінея | 3750       | 2217                | 1533      |
| 5  | 29   | Гаутьєр                          | Індонезія | Нова Гвінея | 2230       | 2007                | 223       |
| 6  | 30   | Вондівой                         | Індонезія | Нова Гвінея | 2180       | 1985                | 195       |
| 7  | 33   | Бон-Ірау                         | Індонезія | Нова Гвінея | 2500       | 1900                | 600       |
| 8  | 38   | Циклоп                           | Індонезія | Нова Гвінея | 2000       | 1876                | 124       |
| 9  | 49   | Ундунді-Ванданді                 | Індонезія | Нова Гвінея | 3640       | 1740                | 1900      |
| 10 | 56   | Кумава                           | Індонезія | Нова Гвінея | 1680       | 1636                | 44        |
| 11 | 64   | Анґемук                          | Індонезія | Нова Гвінея | 3949       | 1565                | 2384      |
| 12 | 65   | Дейяй                            | Індонезія | Нова Гвінея | 3340       | 1555                | 1785      |

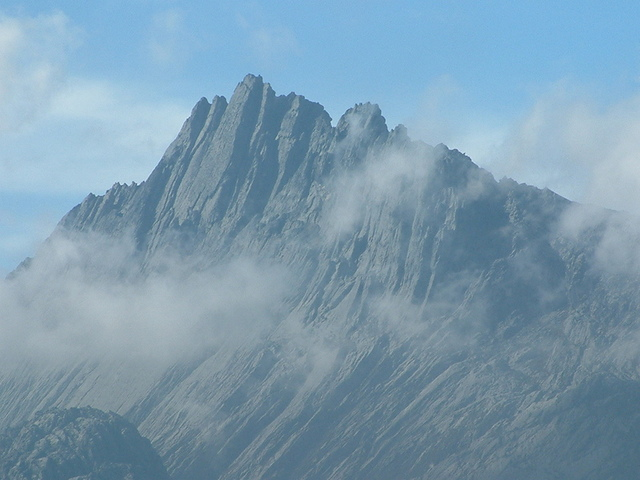
Пунчак-Джая, Індонезія

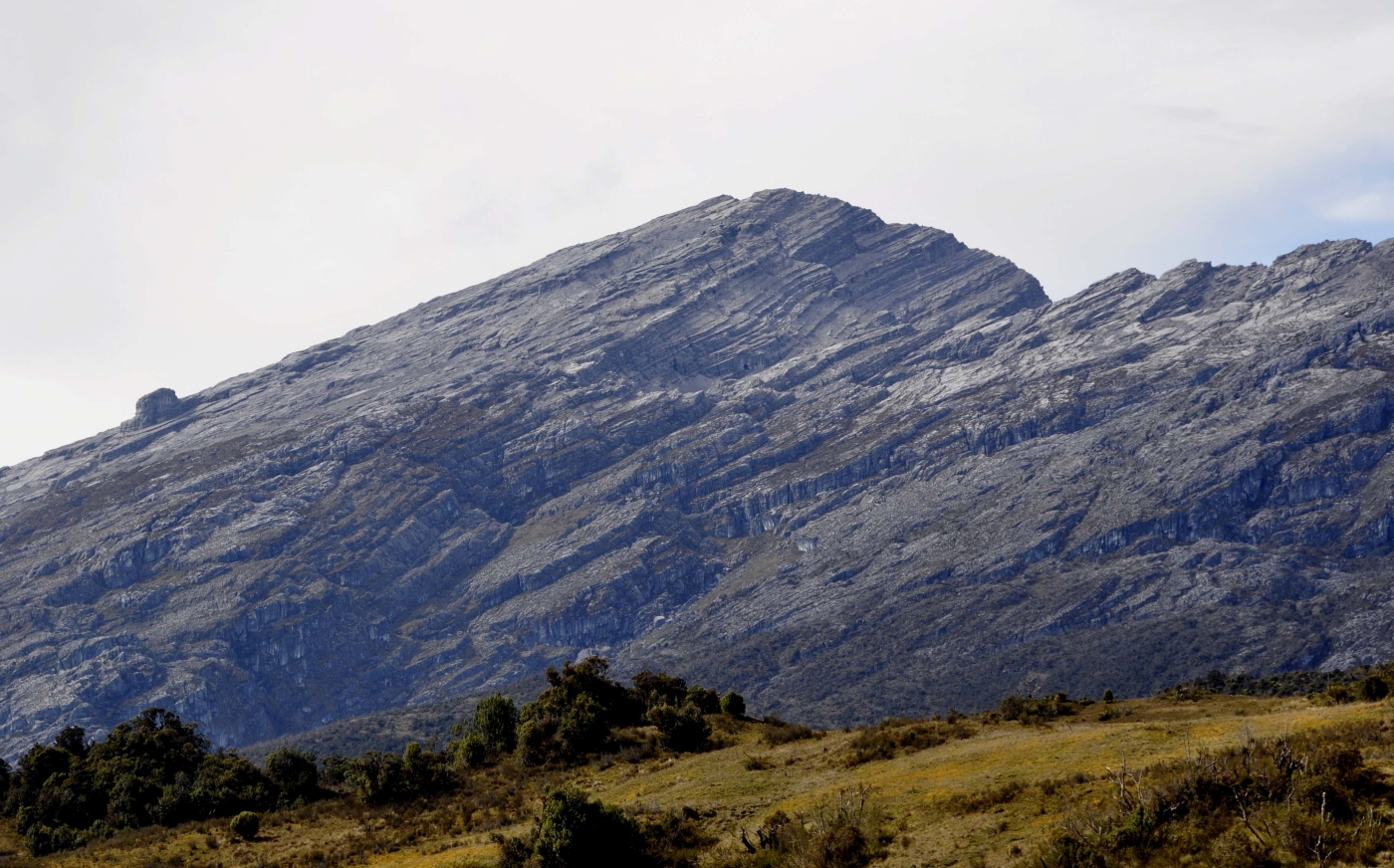
Пунчак-Мандала, Індонезія

Див. також: Список ультра-піків Малайського архіпелагу для інших видатних вершин Індонезійського архіпелагу.

### Папуа Нова Гвінея

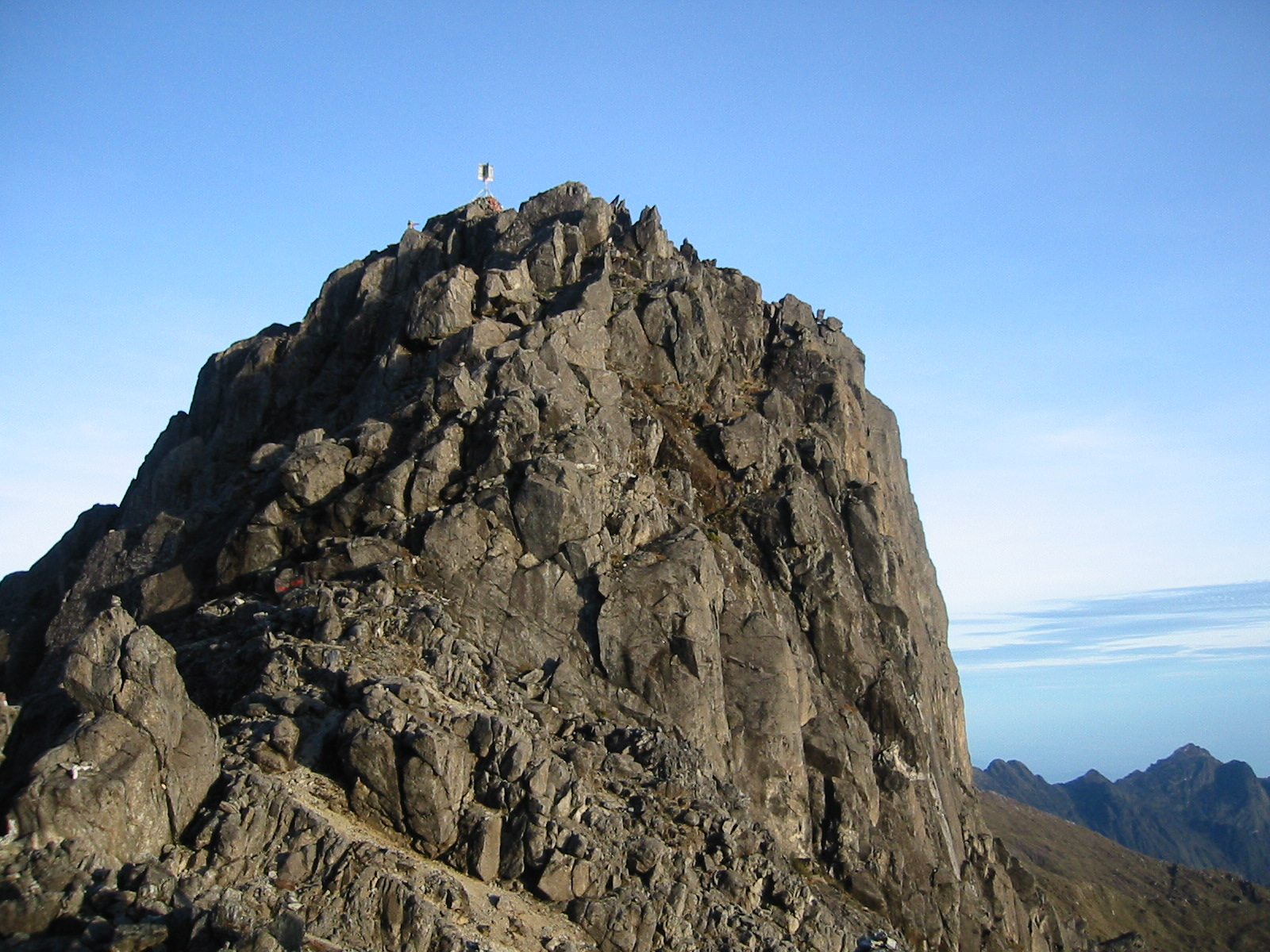
Вільгельм, Папуа Нова Гвінея

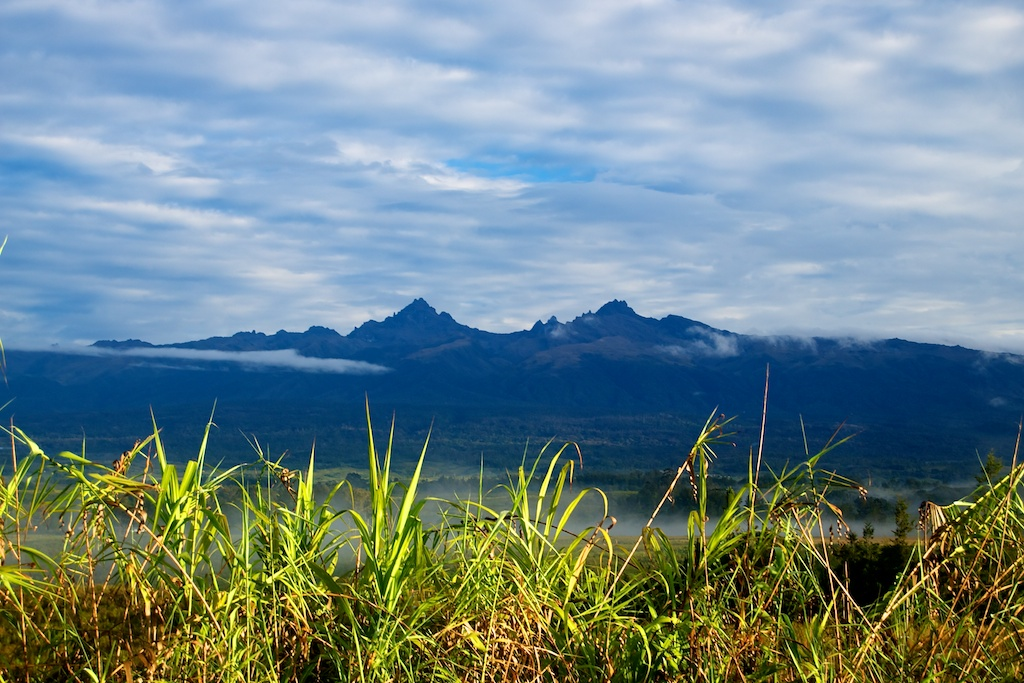
Вулкан Гілуве, Папуа Нова Гвінея

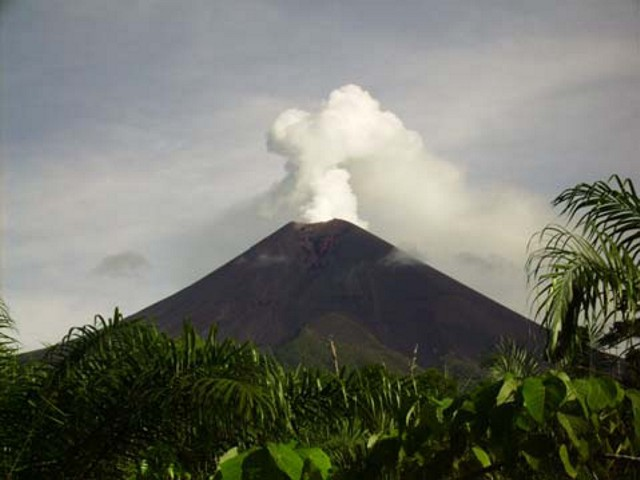
Вулкан Улавун, Папуа Нова Гвінея

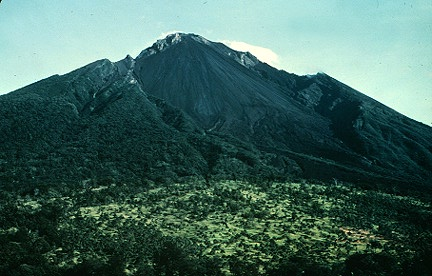
Вулкан Манам, Папуа Нова Гвінея

| №  | № вв | Гора          | Країна            | Острів      | Висота (м) | Відносна висота (м) | Сідло (м) |
| -- | ---- | ------------- | ----------------- | ----------- | ---------- | ------------------- | --------- |
| 1  | 3    | Гладстон      | Папуа Нова Гвінея | Нова Гвінея | 4175       | 3734                | 441       |
| 2  | 6    | Суклінґ       | Папуа Нова Гвінея | Нова Гвінея | 3676       | 2976                | 700       |
| 3  | 7    | Вільгельм     | Папуа Нова Гвінея | Нова Гвінея | 4509       | 2969                | 1540      |
| 4  | 12   | Вікторія      | Папуа Нова Гвінея | Нова Гвінея | 4038       | 2738                | 1300      |
| 5  | 13   | Бальбі        | Папуа Нова Гвінея | Бугенвіль   | 2715       | 2715                | 0         |
| 6  | 14   | Вінеуо        | Папуа Нова Гвінея | Гуденаф     | 2536       | 2536                | 0         |
| 7  | 15   | Гілуве        | Папуа Нова Гвінея | Нова Гвінея | 4367       | 2507                | 1860      |
| 8  | 17   | Тарон         | Папуа Нова Гвінея | Н. Ірландія | 2379       | 2379                | 0         |
| 9  | 19   | Улавун        | Папуа Нова Гвінея | Н. Британія | 2334       | 2334                | 0         |
| 10 | 21   | Кабанґама     | Папуа Нова Гвінея | Нова Гвінея | 4104       | 2284                | 1820      |
| 11 | 27   | Наканаї (б/н) | Папуа Нова Гвінея | Н. Британія | 2316       | 2056                | 260       |
| 12 | 32   | Кілкерран     | Папуа Нова Гвінея | Фергуссон   | 1947       | 1947                | 0         |
| 13 | 34   | Піора         | Папуа Нова Гвінея | Нова Гвінея | 3557       | 1897                | 1660      |
| 14 | 35   | Босаві        | Папуа Нова Гвінея | Нова Гвінея | 2507       | 1887                | 620       |
| 15 | 36   | Карома        | Папуа Нова Гвінея | Нова Гвінея | 3623       | 1883                | 1740      |
| 16 | 39   | Сімпсон       | Папуа Нова Гвінея | Нова Гвінея | 2883       | 1863                | 1020      |
| 17 | 42   | Кунуґуї       | Папуа Нова Гвінея | Каркар      | 1833       | 1833                | 0         |
| 18 | 43   | Вікторі       | Папуа Нова Гвінея | Нова Гвінея | 1891       | 1831                | 60        |
| 19 | 44   | Манам (б/н)   | Папуа Нова Гвінея | Манам       | 1807       | 1807                | 0         |
| 20 | 46   | Міхаель       | Папуа Нова Гвінея | Нова Гвінея | 3647       | 1787                | 1860      |
| 21 | 47   | Телаве        | Папуа Нова Гвінея | Н. Британія | 1824       | 1773                | 51        |
| 22 | 51   | Барурумеа     | Папуа Нова Гвінея | Н. Британія | 2063       | 1723                | 340       |
| 23 | 52   | Банґета       | Папуа Нова Гвінея | Нова Гвінея | 4121       | 1701                | 2420      |
| 24 | 53   | Бевані        | Папуа Нова Гвінея | Нова Гвінея | 1980       | 1664                | 316       |
| 25 | 54   | Бел           | Папуа Нова Гвінея | Умбой       | 1658       | 1658                | 0         |
| 26 | 55   | Б/н           | Папуа Нова Гвінея | Н. Британія | 1951       | 1651                | 300       |
| 27 | 62   | Майбол        | Папуа Нова Гвінея | Фергуссон   | 1665       | 1597                | 68        |
| 28 | 63   | Адельберт     | Папуа Нова Гвінея | Нова Гвінея | 1716       | 1576                | 140       |
| 29 | 66   | Сибіум        | Папуа Нова Гвінея | Нова Гвінея | 2295       | 1555                | 740       |
| 30 | 67   | Шунгол        | Папуа Нова Гвінея | Нова Гвінея | 2752       | 1518                | 1234      |
| 31 | 69   | Тарака        | Папуа Нова Гвінея | Бугенвіль   | 2251       | 1511                | 740       |

## Гавайські острови

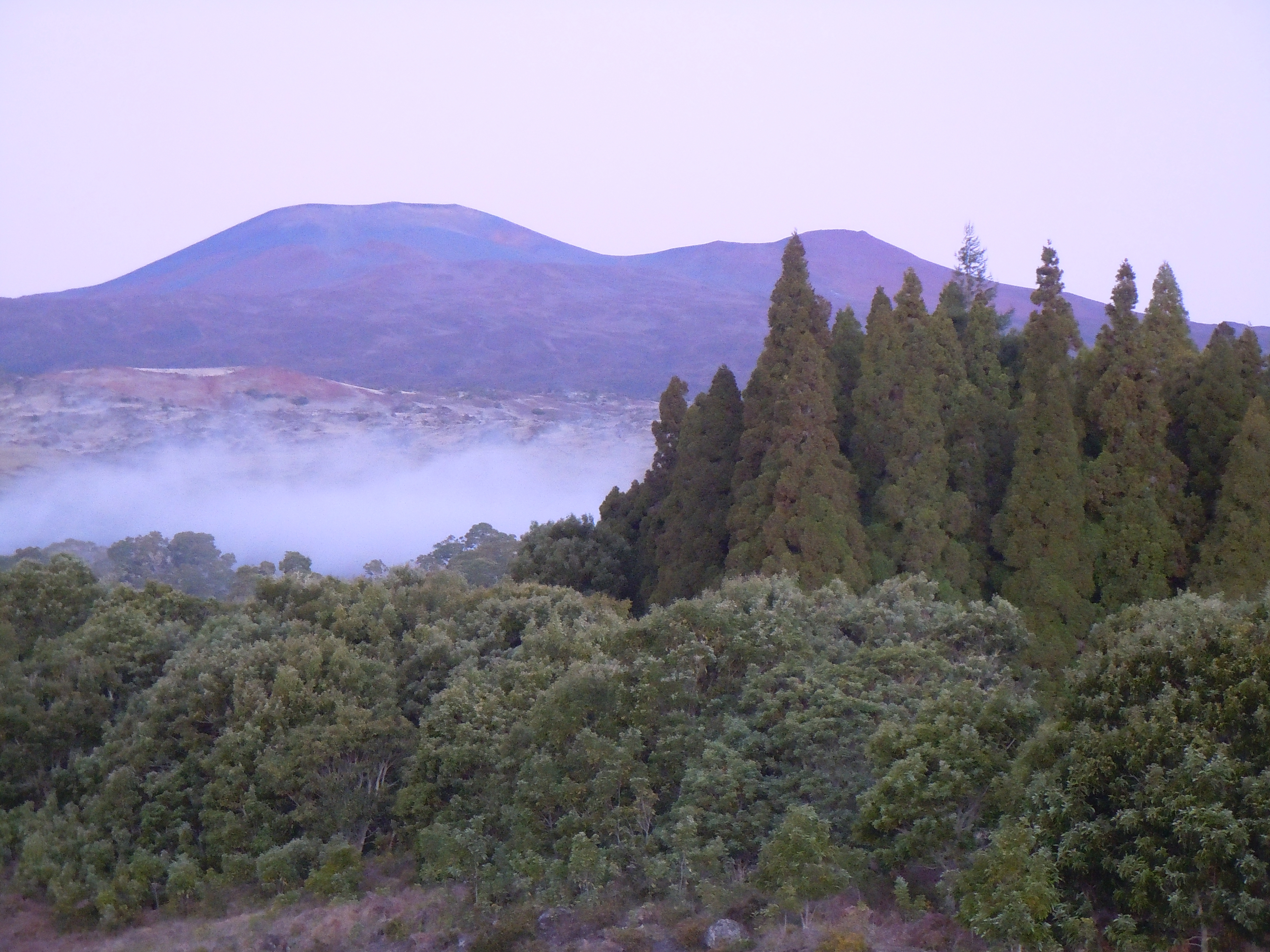
Мауна-Кеа, о. Гаваї

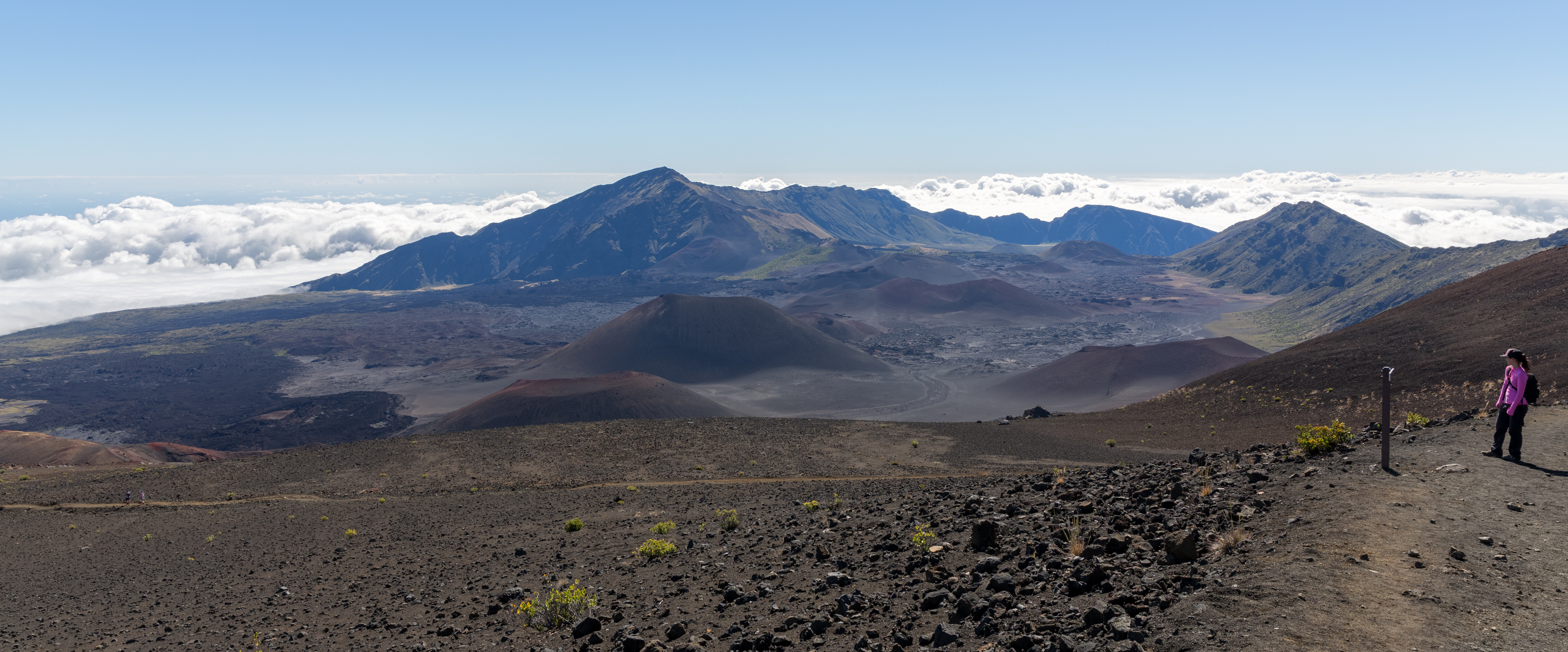
Халеакала, о. Мауї

З шести ультра-піків Гавайських островів — два розташовані на острові Гаваї, два на Мауї і по одному на Кауаї та Молокаї.
| № | № вв | Гора       | Країна | Острів  | Висота (м) | Відносна висота (м) | Сідло (м) |
| - | ---- | ---------- | ------ | ------- | ---------- | ------------------- | --------- |
| 1 | 2    | Мауна-Кеа  | США    | Гаваї   | 4207       | 4207                | 0         |
| 2 | 5    | Халеакала  | США    | Мауї    | 3055       | 3055                | 0         |
| 3 | 26   | Мауна-Лоа  | США    | Гаваї   | 4169       | 2163                | 2006      |
| 4 | 50   | Пуʻу-Кукуї | США    | Мауї    | 1764       | 1731                | 34        |
| 5 | 60   | Кавайкіні  | США    | Кауаї   | 1598       | 1598                | 0         |
| 6 | 68   | Камакоу    | США    | Молокаї | 1512       | 1512                | 0         |

## Нова Зеландія

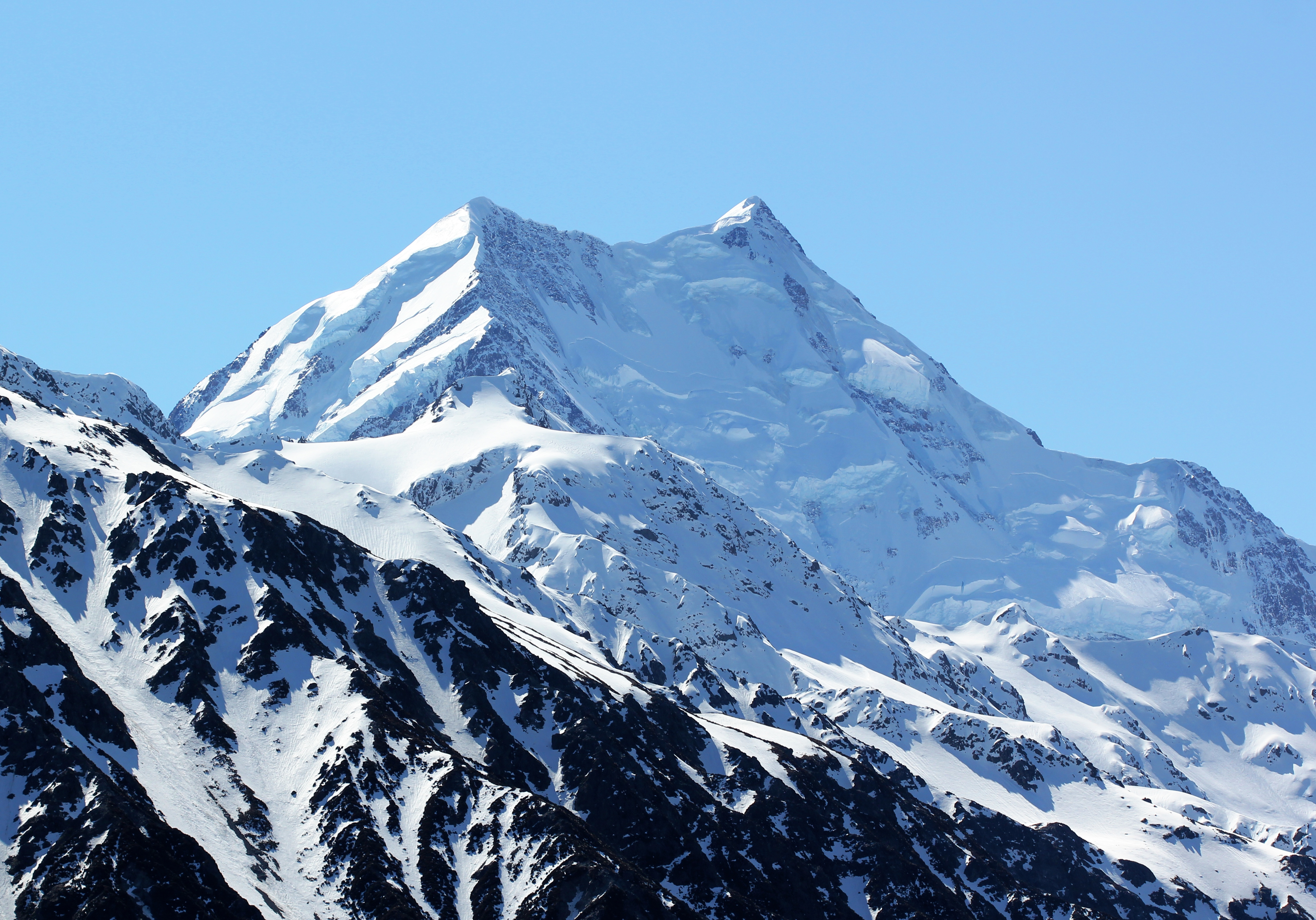
Гора Кука, Південний острів

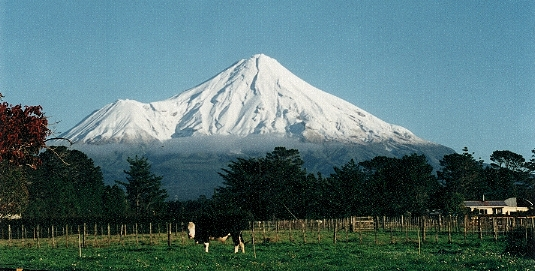
Вулкан Таранакі, Північний острів

| №  | № вв | Гора                | Країна        | Острів    | Висота (м) | Відносна висота (м) | Сідло (м) |
| -- | ---- | ------------------- | ------------- | --------- | ---------- | ------------------- | --------- |
| 1  | 4    | Гора Кука           | Нова Зеландія | Південний | 3724       | 3724                | 0         |
| 2  | 8    | Руапеху             | Нова Зеландія | Північний | 2797       | 2797                | 0         |
| 3  | 16   | Аспайрінґ / Титітея | Нова Зеландія | Південний | 3033       | 2471                | 562       |
| 4  | 20   | Таранакі / Егмонт   | Нова Зеландія | Північний | 2518       | 2308                | 210       |
| 5  | 25   | Тутоко              | Нова Зеландія | Південний | 2723       | 2191                | 532       |
| 6  | 28   | Тапуає-о-Уенуку     | Нова Зеландія | Південний | 2884       | 2021                | 863       |
| 7  | 31   | Сінґл-Коне          | Нова Зеландія | Південний | 2319       | 1969                | 350       |
| 8  | 45   | Манакау             | Нова Зеландія | Південний | 2608       | 1798                | 810       |
| 9  | 57   | Тейлор              | Нова Зеландія | Південний | 2333       | 1636                | 698       |
| 10 | 61   | Скіпперс (н/т)      | Нова Зеландія | Південний | 1648       | 1598                | 50        |

## ОстровиТихого океану
| № | № вв | Гора        | Країна          | Острів         | Висота (м) | Відносна висота (м) | Сідло (м) |
| - | ---- | ----------- | --------------- | -------------- | ---------- | ------------------- | --------- |
| 1 | 18   | Попоманасеу | Соломонові о-ви | Гуадалканал    | 2335       | 2335                | 0         |
| 2 | 22   | Ороена      | Фр. Полінезія   | Таїті          | 2241       | 2241                | 0         |
| 3 | 37   | Табвемасана | Вануату         | Еспіріту-Санто | 1879       | 1879                | 0         |
| 4 | 40   | Силісілі    | Самоа           | Саваї          | 1858       | 1858                | 0         |
| 5 | 48   | Веве        | Соломонові о-ви | Коломбангара   | 1768       | 1768                | 0         |
| 6 | 58   | Мон-Пані    | Нова Каледонія  | Ґранд-Терр     | 1628       | 1628                | 0         |

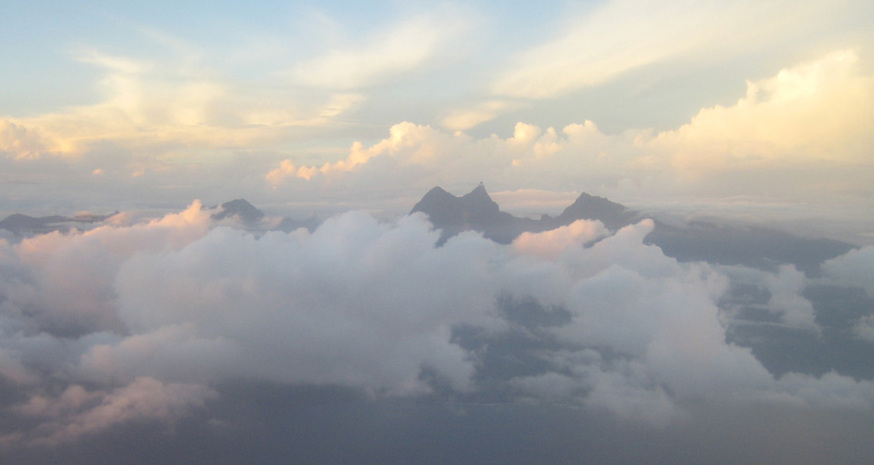
Ороена, Французька Полінезія

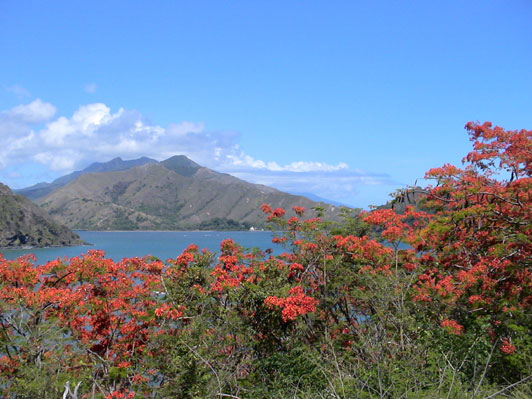
Мон-Пані, Нова Каледонія

* За винятком Нової Гвінеї, Нової Зеландії та Гавайських островів.

## Австралія

Косцюшко, Австралія

| № | № вв | Гора     | Країна    | Острів    | Висота (м) | Відносна висота (м) | Сідло (м) |
| - | ---- | -------- | --------- | --------- | ---------- | ------------------- | --------- |
| 1 | 23   | Косцюшко | Австралія | Австралія | 2228       | 2228                | 0         |
| 2 | 59   | Осса     | Австралія | Тасманія  | 1617       | 1617                | 0         |

## ПівденьІндійського океану

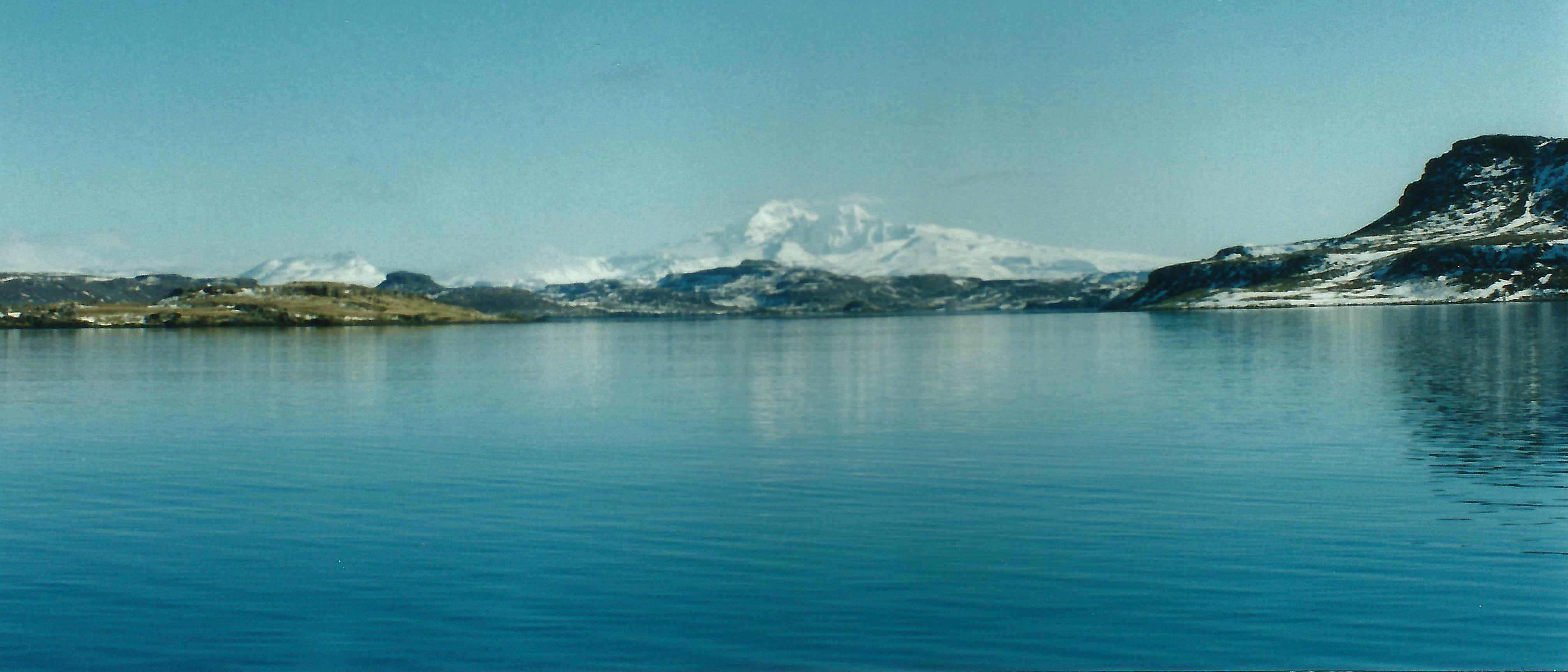
Моунт-Росс, Кергелен

| № | № вв | Гора       | Країна    | Острів   | Висота (м) | Відносна висота (м) | Сідло (м) |
| - | ---- | ---------- | --------- | -------- | ---------- | ------------------- | --------- |
| 1 | 11   | Пік Моусон | Австралія | о. Херд  | 2745       | 2745                | 0         |
| 2 | 41   | Моунт-Росс | ФПАТ      | Кергелен | 1850       | 1850                | 0         |